# Allan Sunnliden
Karl Bertil Allan Sunnliden, född 18 november 1922 i Torpa församling i Kronobergs län, död 4 juli 2016, var en svensk civilingenjör.
Allan Sunnliden var son till jordbruksarrendator Henning Carlsson och  Almina Rosenqvist. Efter studentexamen 1943 läste han på Kungliga Tekniska Högskolan (KTH) där han avlade civilingenjörsexamen 1950. Han fick samma år anställning vid gatukontor och kom till AB Vattenbyggnadsbyrån 1951, blev byråingenjör vid byggnadskontoret på Kristinehamns kommun 1953, ingenjör vid byggnadskontoret i Jönköpings kommun 1956 och byggnadschef vid Katrineholm stads byggnadskontor 1958. Senare blev han gatuchef inom Katrineholms kommun.
Allan Sunnliden var kyrkligt engagerad – bland annat som kyrkopolitiker för moderaterna och kyrkvärd. Han var dessutom engagerad i dekanat och synod.
Allan Sunnliden var sedan 1948 gift med Maj (född Pehrsson 1923), dotter till folkskolläraren Harry Pehrsson och Lalan Lindström. Adoptivsöner är Håkan Sunnliden (präst, född 1952) och Lennart Sunnliden (född 1953).